# 150P/LONEOS
La comète LONEOS, officiellement 150P/LONEOS, est une comète périodique du système solaire, découverte le 23 mars 2001 par le programme LONEOS (Lowell Observatory Near-Earth-Object Search).